# Modrý Nil
Modrý Nil resp. Abbaj (amharsky ጥቁር አባይ [Abbaj Wenz], arabsky النيل الأزرق‎ [an-Nīl al-Āzraq]) je jednou ze dvou zdrojnic řeky Nil. Protéká Etiopií a Súdánem. Jeho délka je 1 600 km. Povodí má rozlohu 311 548 km².

## Průběh toku

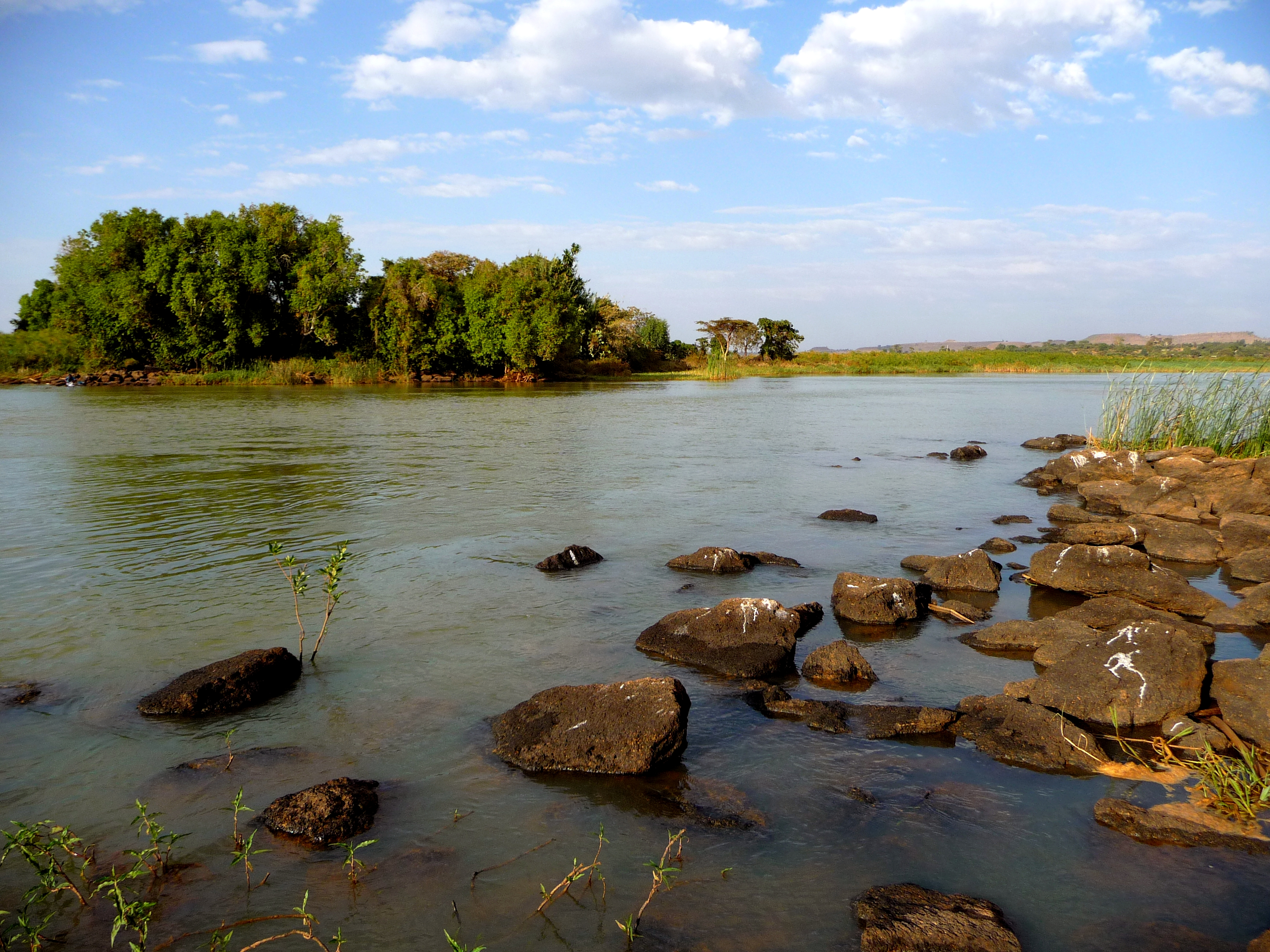
Výtok Modrého Nilu z jezera Tana

Hlavní zdrojnicí je Malý Abbaj, který pramení na jihozápadních svazích hor Čoke jižně od jezera Tana, do kterého ústí. Z jezera již řeka odtéká pod jménem Abbaj směrem k jihovýchodu. Ve vzdálenosti 20 km pod jezerem řeka překonává vodopád Tisissat (výška 45 m). Řeka teče nejprve mezi nízkými břehy a potom 500 km kaňonem hlubokým 900 až 1200 m a širokým 100 až 200 m. Velkým obloukem se v oblasti etiopské vysočiny stáčí po směru hodinových ručiček k severozápadu do Súdánu, kde se nazývá Modrý Nil. Mění zde svůj charakter, když pod městem Roseires má jen velmi malý sklon a silně meandruje. V súdánském Chartúmu vytváří spojením s Bílým Nilem tok řeky Nilu.

### Větší přítoky
- zleva – Bashilo, Jamma, Muger, Guder, Didessa, Dabus
- zprava – Birr, Beles, Dinder, Rahad

## Vodní režim

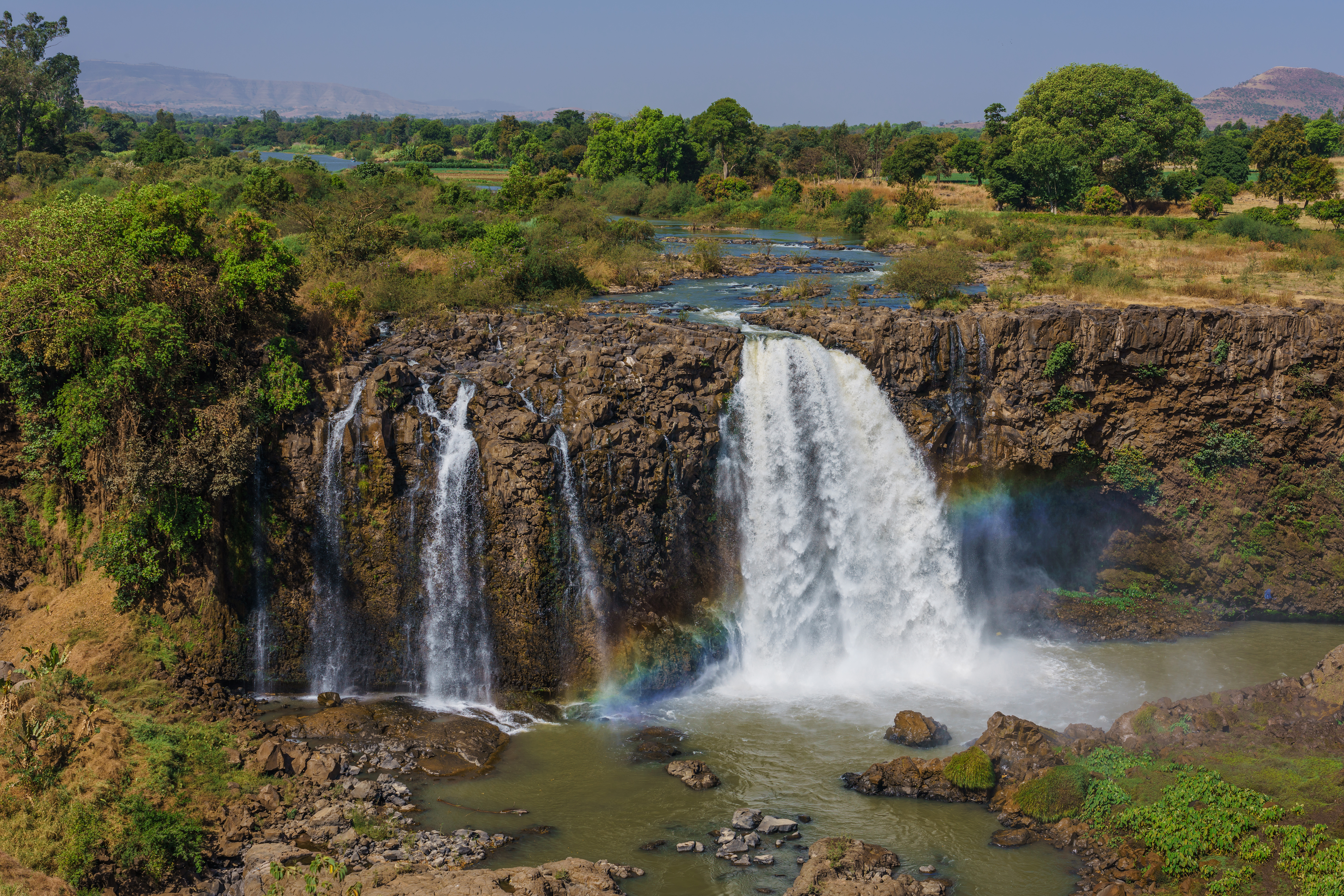
Znatelný úbytek vody na Vodopádech Modrého Nilu vlivem převodu vod z jezera Tana

Zdroj vody je převážně dešťový. Průtoky vody silně kolísají. Během let 1900 až 1982 činil minimální zaznamenaný průtok v Chartúmu 9 m³/s a maximální 8 834 m³/s. Za toto sledované období přiváděl Modrý Nil do Nilu průměrně 47,75 km³ vody ročně, což odpovídá průměrnému průtoku 1 513 m³/s. Vodní režim Modrého Nilu má hlavní zásluhu na vzniku známých nilských záplav. V průběhu etiopského období dešťů (od června do září) roste průtok v korytě řeky a v září dosahuje v Chartúmu své maximální výšky 6 m.
Vlivem výstavby přehrad na území Etiopie dochází v současné době ke stále většímu ovlivňování přirozeného průtoku řeky. Děje se to především na horním a středním toku převodem vod z jezera Tana do povodí řeky Beles, která ústí zprava do Modrého Nilu poblíž hranice se Súdánem. Množství převedené vody činí od roku 2010 průměrně 92 m³/s, což představuje přibližně 70 % odtoku z jezera. Tato voda je vedena tunelem do podzemní hydroelektrárny o výkonu 460 MW. Voda z elektrárny odtéká do řeky Jehany, která je pravostranným přítokem Beles.
Průměrné měsíční průtoky řeky v Chartúmu v letech 1900 až 1982:

## Využití

### Vodní nádrže a elektrárny

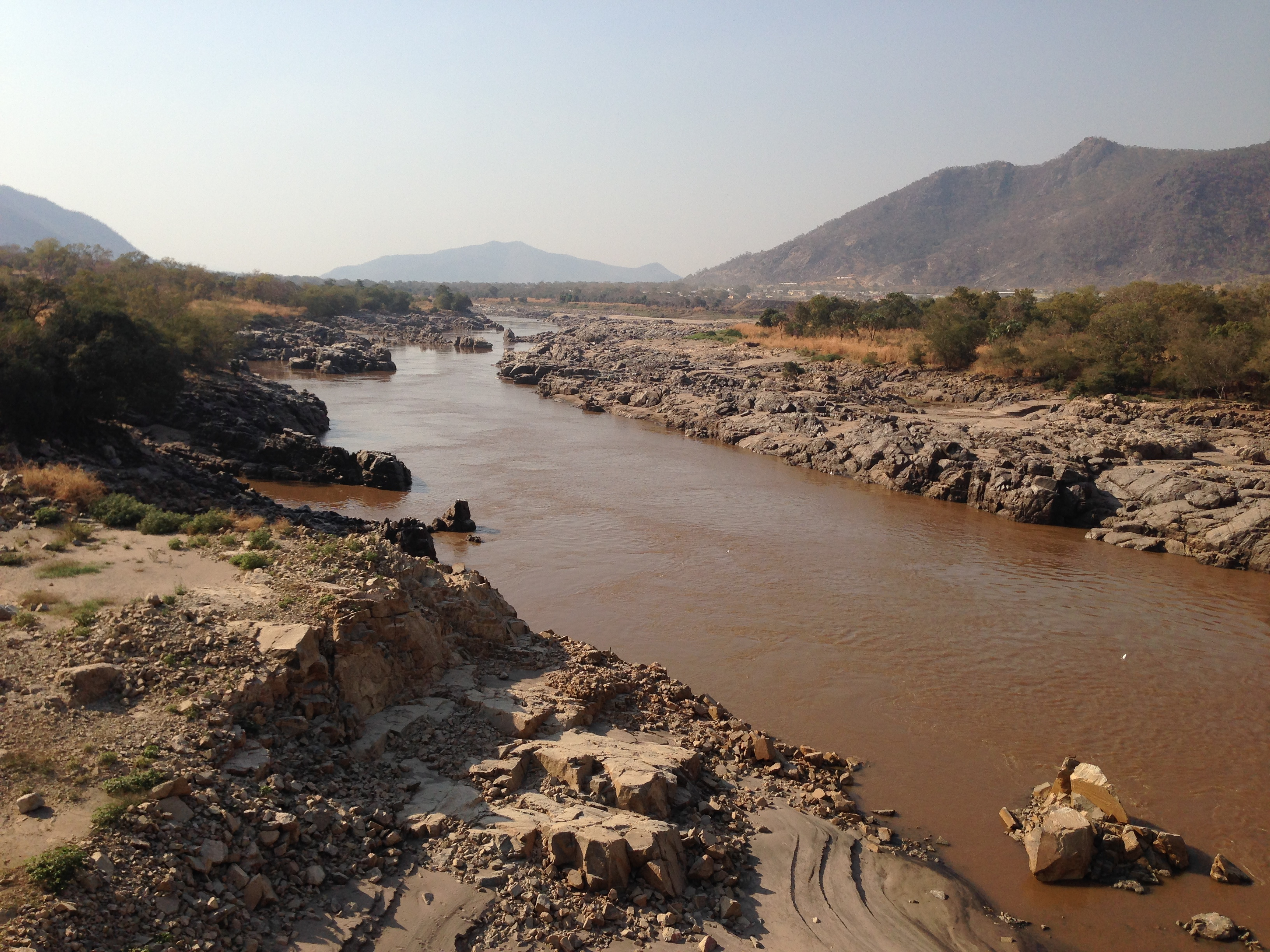
Koryto řeky pod rozestavěnou hrází Velké přehrady etiopského znovuzrození na konci roku 2013

Na středním a dolním toku řeky se nacházejí významné hydroelektrárny Roseires a Sennar, které produkují téměř 80% spotřeby elektrické energie Súdánu. Vodní doprava je možná do vzdálenosti 580 km od ústí a při vyšších vodních stavech také na přítocích Rahad (250 km) a Dinder (600 km). V roce 2011 zahájila Etiopie výstavbu obří přehradní nádrže s hydroelektrárnou o výkonu přes 6 000 MW.

### Zavlažování

#### Zavodňovací projekt Gezira a Managil
Řeka je důležitým zdrojem vody v suchých rovinách jihovýchodního Súdánu. V oblasti Gezira, rozprostírající se mezi Bílým a Modrým Nilem, se nacházejí úrodné půdy s mírným sklonem, které jsou vhodné pro zavlažování. Před první světovou válkou zde zkoušeli Britové na malé ploše experimentálně pěstovat bavlnu. Výsledky byly uspokojivé a tak přišlo rozhodnutí rozšířit plochu zavlažovaných polí. K tomu však bylo potřeba vybudovat vodní nádrž, která by zadržela část povodňových vod pro období sucha a ze které by se za pomoci přivaděčů rozváděla voda do vzdálenějších míst. V roce 1914 započala stavba přehrady u města Sennar spolu se sítí kanálů a železnicí, po které se měla dopravovat bavlna a další komodity do přístavního města Port Sudan. Stavba hráze byla dvakrát přerušena v důsledku války a nedostatku financí. Další problémy způsobovala malárie a každoročně opakující se záplavy. Dokončena byla až v roce 1925. V průběhu dalších desetiletí se plocha zavlažovaných polí neustále rozrůstala a po výstavbě zavodňovacího projektu Managil již kapacita vodní nádrže přestala dostačovat potřebám zemědělství. Proto byla během let 1961 až 1966 vybudována další přehradní nádrž, která navýšila zásobní objem a umožnila tak další rozvoj regionu. V současné době se jedna o jednu z největších zavlažovaných oblastí na světě, jejíž plocha činila v 90. letech přes 880 tisíc ha.